# Alexis Holmes
Alexis Holmes (Hamden, 28 de janeiro de 2000) é uma velocista  norte-americana especialista nos 400 metros rasos, campeã olímpica e mundial em revezamentos. 
Foi campeã mundial no revezamento 4x400 m misto em Budapeste 2023, que estabeleceu um novo recorde mundial para a prova, 3:08.80.
Em Paris 2024 se tornou campeã olímpica integrando o revezamento 4x400 m  feminino junto com Gabrielle Thomas, Sydney McLaughlin e Shamier Little; este revezamento quebrou o recorde norte-americano que durava desde Seul 1988, com o tempo de 3:15.27, a segunda marca mais rápida da história.